# The Comics Journal
The Comics Journal, spesso abbreviato con la sigla TCJ, è una rivista statunitense di critica di fumetti conosciuta per le sue lunghissime interviste a famosi disegnatori, per i suoi audaci editoriali e le aspre recensioni riguardanti pubblicazioni appartenenti alla corrente principale dell'industria del fumetto.
La rivista promuove una concezione del fumetto come opera d'arte, meritevole di un rispetto culturale più vasto ed elevato; inoltre, sollecita l'utilizzo di standard di critica elevati e colti dei confronti di quella che potrebbe essere definita la nona arte.
Nel 1976 Gary Groth e Michael Catron acquistarono la rivista The Nostalgia Journal considerata una concorrente minore della rivista The Buyer's Guide for Comics Fandom. In quel periodo Groth e Catron fondarono la casa editrice Fantagraphics Books.
Rilanciata con il nome The New Nostalgia Journal con il numero 27 (luglio 1976) la rivista dimostrò immediatamente un'impostazione combattiva nei confronti del mondo dei fumetti. Con il numero 32 (gennaio 1977) la rivista diventò The Comics Journal («...una pubblicazione di qualità per fan di fumetti seri e impegnati»). Con il numero 37 (dicembre 1977) la rivista adottò il formato con cui si presenta attualmente.
The Comics Journal ha sempre pubblicato forti critiche e a sua volta ne ha ricevute. Le prime edizioni contenevano recensioni critiche dei supereroi degli anni settanta, una rarità a quel tempo.
Definendo alcuni artisti e scrittori come artisti da strapazzo e scribacchini The Comics Journal provocò le irritazioni di molti fan e lettori. Alcuni interpretarono l'abbondanza di criticismo come una critica nei confronti del fumetto in generale. Dal momento in cui Fantagraphics iniziò a pubblicare fumetti si iniziò a dire che gli editori erano contrari a tutto quello che non era pubblicato dalla loro casa editrice.
Nel 1999, con l'uscita della lista dei migliori 100 fumetti, le asserzioni di favoritismo divennero accuse di snobismo.
La pratica di investigare le informazioni relative all'industria del fumetto in modo obbiettivo del Comics Journal fu in netto contrasto con i metodi indulgenti e promozionali delle pubblicazioni come Comics Buyer's Guide e Wizard.
Lo staff della rivista fu accusato di mancata obbiettività e di conflitto di interessi riguardo alle pubblicazioni della casa editrice Fantagraphics Books.
Per alcuni errori, The Comics Journal pubblicò correzioni e si scusò. In generale, la rivista cercò di bilanciare il duro criticismo nei confronti dei fumetti "commerciali" con incisive relazioni riguardanti le attività dell'industria del fumetto.
Quest'attività cruciale nell'ambito dell'informazione fu abbandonata nel 2006 a favore di un blog giornaliero sul sito di The Comics Journal che ha acquisito lo stesso ruolo ma in modo più attuale.
La parte della rivista dedicata alle lettere aperte e il forum detto Blood e Thunder esprimono uno spirito editoriale pungente e spesso diventano arena di lunghissime e accese controversie.
The Journal ha pubblicato interviste molto dettagliate condotte da Gary Groth ed altri redattori, tra le quali ricordiamo: Gil Kane nel numero 38, Robert Crumb nel numero 113, Charles Schulz nel numero 200, Denny O'Neil nel numero 64, Harlan Ellison nel numero 53 e Steve Gerber nel numero 41.
Negli ultimi anni The Journal è stato protagonista di alcune cause legali. Il disegnatore Rich Buckler ha fatto denuncia per una recensione in cui veniva accusato di plagio nei confronti di Jack Kirby. Un'intervista con lo scrittore di fantascienza Harlan Ellison provocò una causa da parte di Michael Fleisher dovuta ad una discussione informale a proposito del lavoro di Fleisher e del suo temperamento. Groth e Ellison vinsero la causa ma subito dopo presero le distanze l'uno dall'altro. In seguito, Harlan Ellison ha fatto causa al Comics Journal in parte perché era stato definito un dilettante nel titolo dell'intervista pubblicata all'interno di "The writers". La causa è stata risolta nel 2007 attraverso una mediazione delle parti.
The Journal ha pubblicato occasionalmente estratti di dettagliate cause civili relative ai fumetti. Tra queste ricordiamo la causa di Fleisher e quella di Marv Wolfman nei confronti della casa editrice Marvel Comics che si risolse a favore di quest'ultima.
The Comics Journal ha vinto molti premi e i suoi successi hanno ispirato pubblicazioni quali Comic Art Magazine e The Comics Interpreter, siti web come Newsrama, Comic Book Resources, Sequart.com, Icv2.com, Egon, Comic Book Galaxy, The Beat e The Comics Reporter condotto dall'altro precedente manager di Tcj, Tom Spurgeon.
L'immediatezza dell'industria di internet ha favorito l'apertura di un weblog aggiornato con le notizie più recenti, condotto da Dirk Deppey: Journalista!
I membri dello staff e i collaboratori sono: Gary Groth, Kim Thompson, Greg Stump, Eric Reynolds, Ng Suat Tong, R. Fiore, R.C. Harvey, Kenneth Smith, Don Phelps, Robert Boyd, Tom Heintjes, Michael Dean, Tom Spurgeon, Robert Rodi, Gene Phillips, Marilyn Bethke, Cat Yronwode, Heidi MacDonald, Lee Wochner, Arn Saba, Ted White, Bob Levin, Carter Scholz, e Noah Berlatsky. Fra i collaboratori occasionali si annoverano Dave Sim e Trina Robbins.